# 真夜中の嵐
『真夜中の嵐』（まよなかのあらし）は、日本テレビ系で2001年10月4日から2002年6月27日まで、毎週木曜日0:45 - 1:15（水曜日深夜）に放送された嵐の冠バラエティ番組。
嵐が最終電車と自転車を乗り継いで、真夜中の日本列島を縦断する深夜番組で、嵐初の単独レギュラー番組にあたる。
続いて日本テレビ系で放送される「Cの嵐!」「Dの嵐!」「Gの嵐!」「嵐の宿題くん」の深夜番組シリーズとは、スタッフが異なる。

## 概要
嵐が1人で真夜中のロケーションを行い、そのVTRを嵐と羽鳥慎一（当時日本テレビアナウンサー）がスタジオから振り返る。
スタジオにはテントが組まれ、照明が落ちたなか焚き火を囲んだ（最後の収録では照明が点され、夜明けが演出される）。
番組のテーマは「山なら登れ、海なら潜れ、崖なら飛べ」。
- 本編

最終電車でたどりついた真夜中の街を1人自転車で走り、九州から北海道まで日本縦断を目指しながら様々な体験をする。持ち物は9点（懐中電灯・方位磁石・双眼鏡・海水パンツ・たすき・雨合羽・メモ帳・水・カメラ、後に軍手が支給される）のみで、所持金も地図もなし。日の出を迎えた時点でロケは終了し、その近くの駅のコインロッカーに自転車の鍵を入れて、たすきを引き継ぐ。
- 最終回

嵐全員と羽鳥の6人が自転車に乗り、日本最北端の駅・稚内駅から、最終ゴール地点の日本最北の地・北海道宗谷岬を目指した。宗谷岬でタイムカプセルを埋め、記念の植樹をし、10年後にタイムカプセルを開封することを約束して終了。タイムカプセルには、たすきと旅の思い出の品々（相葉雅紀：「絶対飛びます」と書いた書道、松本潤：道祖神祭り光駿会のつなぎ、二宮和也：手作りの備前焼の皿、大野智：広島東洋カープの野球帽、櫻井翔：海の男がくれたTシャツ）とそれぞれに残した手紙が収められている。なお、このタイムカプセルは7年後の2009年11月1日放送の『驚きの嵐!世紀の実験 学者も予測不可能SP&奇跡を呼ぶ実験的生ライブ!!』内で嵐全員と羽鳥立ちあいの元開封された。
- その他

本編の日本縦断が関東地方に到達すると、進路が東京に変更。東京でのロケが放送された。その後は再開された日本縦断も毎回、東京から直接降車駅に移動するようになった。
また、総集編が3回放送されている。

## 放送内容

### 2001年
| 回 | 放送日   | 冒険者                         | サブタイトル                                     | 乗車駅                         | 降車駅                         | 自転車区間                                   | 到着駅                         |
| -- | -------- | ------------------------------ | ------------------------------------------------ | ------------------------------ | ------------------------------ | -------------------------------------------- | ------------------------------ |
| 1  | 10月4日  | 桜井翔                         |                                                  | 枕崎駅                         | 西大山駅                       | 山川天然砂むし温泉 電照菊農家 池田湖         | 薩摩今和泉駅                   |
| 2  | 10月11日 | 相葉雅紀                       | 島が見えたぞ!                                    | 薩摩今和泉駅                   | 西鹿児島駅                     | いおワールドかごしま水族館 桜島フェリー 桜島 | 鹿児島駅                       |
| 3  | 10月18日 | 松本潤                         | 真夜中の牛たち                                   | 鹿児島駅                       | 餅原駅                         | 中村牧場牛乳工場                             | 宮崎駅                         |
| 4  | 10月25日 | 大野智                         | 大野智の災難                                     | 宮崎駅                         | 佐伯駅                         | 佐伯うまいもん通り 佐伯港 城山               | 臼杵駅                         |
| 5  | 11月1日  | 二宮和也                       | めざせ本州                                       | 臼杵駅                         | 門司港駅                       | 北九州港 関門トンネル                        | 下関駅                         |
| 6  | 11月8日  | 松本潤                         | 真夜中の修行僧 男らしさとは何か?                 | 下関駅                         | 川棚温泉駅                     | 狗留孫山修禅寺                               | 長門市駅                       |
| 7  | 11月15日 | 桜井翔                         | 無人島・ 25年ぶりの遭遇                          | 長門市駅                       | 益田駅                         | 益田市土田町 大浜漁港 高島                   | 三段峡駅                       |
| 8  | 11月22日 | 大野智                         | 奪われた自転車                                   | 三段峡駅                       | 広島駅                         | 流川                                         | 海田市駅                       |
| 9  | 11月29日 | 相葉雅紀                       | マウンテン☆ヒーロー                              | 海田市駅                       | 河内駅                         | まつたけの里篁公園                           | 三原駅                         |
| 10 | 12月6日  | 二宮和也                       | 伝説の名刀                                       | 三原駅                         | 長船駅                         | 長船町                                       | 上道駅                         |
| 11 | 12月13日 | 近畿地方突入記念 名場面&未公開 | 近畿地方突入記念 名場面&未公開                   | 近畿地方突入記念 名場面&未公開 | 近畿地方突入記念 名場面&未公開 | 近畿地方突入記念 名場面&未公開               | 近畿地方突入記念 名場面&未公開 |
| 12 | 12月20日 | 桜井翔                         | 大感動巨編 「会いたくて、まゆみ」 桜井の京都物語 | 上道駅                         | 京都駅                         | スナック「メロディー」 嵐山                  | 長岡京駅                       |
| 13 | 12月27日 | 二宮和也                       | 大阪冬の陣 真夜中の大阪人 を追え!!               | 長岡京駅                       | 大阪駅                         | 南船場 道頓堀 千日前（島木譲二） 大阪城公園  | 天王寺駅                       |

### 2002年
| 回 | 放送日  | 冒険者                      | サブタイトル                                   | 乗車駅                      | 降車駅                      | 自転車区間                         | 到着駅                      |
| -- | ------- | --------------------------- | ---------------------------------------------- | --------------------------- | --------------------------- | ---------------------------------- | --------------------------- |
| 14 | 1月10日 | 松本潤                      | 松潤、鹿と対決!? 真夜中 野生の鹿に迫る!!       | 天王寺駅                    | 奈良駅                      | 奈良公園                           | 加茂駅                      |
| 15 | 1月17日 | 大野智                      | 激闘!? 大野vs忍者                              | 加茂駅                      | 甲賀駅                      | 甲賀の里忍術村                     | 草津駅                      |
| 16 | 1月24日 | 相葉雅紀                    | ハダカの王様危機一発!!                         | 草津駅                      | 岐阜駅                      | 葛懸神社 （池ノ上みそぎ祭） 長良川 | 木曽川駅                    |
| 17 | 1月31日 | 相葉雅紀                    | 合鍵少女                                       | 千種駅                      | 上諏訪駅                    |                                    | 岡谷駅                      |
| 18 | 2月7日  | 二宮和也 櫻井翔             | 19歳の告白                                     | 岡谷駅                      | 伊那市駅                    |                                    | 塩尻駅                      |
| 19 | 2月14日 | 松本潤                      | 炎の祭り                                       | 塩尻駅                      | 戸狩野沢温泉駅              | 野沢温泉村 （道祖神祭り）          |                             |
| 20 | 2月21日 | 東京編                      | 東京編                                         | 東京編                      | 東京編                      | 東京編                             | 東京編                      |
| 21 | 2月28日 | 関東地方突入記念 総集編     | 関東地方突入記念 総集編                        | 関東地方突入記念 総集編     | 関東地方突入記念 総集編     | 関東地方突入記念 総集編            | 関東地方突入記念 総集編     |
| 22 | 3月7日  | 東京編                      | 東京編                                         | 東京編                      | 東京編                      | 東京編                             | 東京編                      |
| 23 | 3月14日 | 東京編                      | 東京編                                         | 東京編                      | 東京編                      | 東京編                             | 東京編                      |
| 24 | 3月21日 | 東京編                      | 東京編                                         | 東京編                      | 東京編                      | 東京編                             | 東京編                      |
| 25 | 3月28日 | 東京編                      | 東京編                                         | 東京編                      | 東京編                      | 東京編                             | 東京編                      |
| 26 | 4月4日  | 東京編                      | 東京編                                         | 東京編                      | 東京編                      | 東京編                             | 東京編                      |
| 27 | 4月11日 | 相葉雅紀                    | 草津ピリピリ温泉 発見!! 肌がツルツルになる秘湯 |                             | 長野原草津口駅              | 草津温泉 尻焼温泉                  |                             |
| 28 | 4月18日 | 二宮和也                    | 那須高原の珍獣 ヌーンヴァンヴァ捕獲作戦        |                             | 黒磯駅                      | 那須高原                           |                             |
| 29 | 4月25日 | 櫻井翔                      | 北上大作戦                                     | 黒田原駅                    | 白河駅                      | デコトラ 飯盛山                    |                             |
| 30 | 5月2日  | 大野智                      | 潜入 AM3:00の競馬場                            |                             |                             | 上山競馬場                         |                             |
| 31 | 5月9日  | 櫻井翔                      | 人格が崩壊するお面                             |                             | 羽立駅                      | 男鹿市（なまはげ）                 |                             |
| 32 | 5月16日 | 松本潤                      | 160歳の鳥の長老を探せ!!                        |                             | 本八戸駅                    | 蕪島                               |                             |
| 33 | 5月23日 | 二宮和也                    | 北海道 上陸!! 函館のスゴイ時間帯               | 青森駅                      | 函館駅                      | 函館山 五稜郭公園 函館朝市         |                             |
| 34 | 5月30日 | 大野智                      | すすきののディープな祭り 夜の顔役が勢ぞろい    |                             |                             | すすきの                           |                             |
| 35 | 6月6日  | 相葉雅紀                    | 「北の国から」の謎                             |                             |                             | 富良野市                           |                             |
| 36 | 6月13日 | 東京編                      | 東京編                                         | 東京編                      | 東京編                      | 東京編                             | 東京編                      |
| 37 | 6月20日 | ゴール直前スペシャル 総集編 | ゴール直前スペシャル 総集編                    | ゴール直前スペシャル 総集編 | ゴール直前スペシャル 総集編 | ゴール直前スペシャル 総集編        | ゴール直前スペシャル 総集編 |
| 38 | 6月27日 | 嵐 羽鳥慎一                 | 今夜 最北端!! 幻の四角い太陽の奇跡             | 稚内駅 （日本最北端の駅）   | 宗谷岬 （日本最北端の地）   |                                    |                             |

### 東京編
| 放送日        | 出演                                       | サブタイトル                        |
| ------------- | ------------------------------------------ | ----------------------------------- |
| 2002年2月21日 | 松本潤                                     | 合鍵編                              |
| 2002年3月7日  | 相葉雅紀・二宮和也・櫻井翔                 | 怪盗!寝顔泥棒                       |
| 2002年3月14日 | 二宮和也・大野智・櫻井翔                   | 東京特別編 真夜中の東京物語         |
| 2002年3月21日 | 二宮和也・大野智・櫻井翔                   | 東京特別編 真夜中の東京物語 後編    |
| 2002年3月28日 | 松本潤                                     | 合鍵編                              |
| 2002年4月4日  | 大野智                                     | 東京で1番当たる占い師（西新宿の母） |
| 2002年6月13日 | 相葉雅紀・松本潤・二宮和也・大野智・櫻井翔 | 東京で1番当たる占い師（銀座の父）   |

### 総集編
- 2001年12月13日 近畿地方突入記念

それまでの冒険で明らかになった嵐の素顔が発表された。
相葉雅紀 - ずうずうしい奴、松本潤 - ヘタレ王、二宮和也 - さりげない奴、大野智 - ズレる男、桜井翔 - 固まる奴
- 2002年2月28日 関東地方突入記念

「視聴者の投票で決める 真夜中の事件 Best15」が発表された。
1. 明け方の叫び （10月18日、松本潤）
2. 綺麗 （10月11日、相葉雅紀）
3. キャサリン （12月20日、櫻井翔）
4. 大阪城の怪人 （12月27日、二宮和也）
5. なんでナナメなの! （1月17日、大野智）
6. 続・さりげない奴 （12月6日、二宮和也）
7. 「だ!」 （11月22日、大野智）
8. 合鍵少女の父 （1月31日、相葉雅紀）
9. ダチョウは人を襲う （未公開、二宮和也・櫻井翔）
10. お前カミさん取ったやろ （1月10日、松本潤）
11. 時速50km （未公開、相葉雅紀）
12. 俺にもやらせてくれ （2月14日、松本潤）
13. 変身×変身 （11月22日、大野智）
14. 絶対死なない （1月24日、相葉雅紀）
15. いつでも準備万端 （12月27日、二宮和也）

- 2002年6月20日 ゴール直前スペシャル

スタジオを飛び出し北海道のバーベキューハウスにて、旅の思い出を振り返る。
総移動距離：3920km（電車3374km、自転車296Km、車178Km、船21Km、徒歩78Km、そり500m）
総ロケ時間：302時間
ロケで出会った総人数：605人
お手紙：2622通
嵐が行った駅の数：56駅
嵐がロケで「こんばんは」と言った回数:531回
嵐がロケで「すいません」と言った回数：71回

## スタッフ
- 構成 : 桝本壮志、堀江利幸、中村周史
- ナレーター : 多比良健
- 監修 : 加藤幸二郎
- TM : 吾妻光良
- SW : 高梨正利
- カメラ : 中川昭生
- 調整 : 池田正義
- AUD : 柳原健司
- 照明 : 渡辺一成
- 音効 : 高取謙
- TK : 田宮梨恵
- デスク : 若松七重
- 編集 : 安井純治（スタジオヴェルト）
- MA : 奥田幸裕（スタジオヴェルト）
- 技術協力 : 八峯テレビ、東京藤田工業
- 美術プロデューサー : 小野寺一幸
- デザイン : 近藤純子
- 美術協力 : 日本テレビアート
- CG : アイヴリックスタジオ
- 広報 : 高橋修之
- リサーチ : フォーミュレーション
- 演出補 : 阿井鮎美、勢〆伸宏
- ディレクター : 神山祐人、石尾純、川本賢一郎（創輝）
- 協力 : ジャニーズ事務所
- 演出 : 東井文太
- 企画 : 高谷和男
- 制作協力 : いまじん
- プロデューサー : 松岡至、相川弘隆
- チーフプロデューサー : 吉田真
- 製作著作 : 日本テレビ

## 主題歌・挿入歌
- エンディング「愛してると言えない」（嵐）(ポニーキャニオン～J Storm)